# Noccaea annua
Noccaea annua är en korsblommig växtart som först beskrevs av Karl Heinrich Koch, och fick sitt nu gällande namn av Friedrich Karl Meyer. Noccaea annua ingår i släktet backskärvfrön, och familjen korsblommiga växter. Inga underarter finns listade i Catalogue of Life.